# キヤノンスペシャル
『キヤノンスペシャル』は、毎年数本放送される特別番組である。
この番組は精密機械メーカー・キヤノンが単独スポンサーとして協賛するもので、毎回あるテーマに沿った科学系中心のドキュメント（1シリーズ2時間。1日で一括放送する場合と、2日間=1時間ずつ2本に分けて放送する場合などのパターンがある）を放送する。これまでにも「北野武の色彩大紀行」「野球・その素晴らしき世界」「地球は天才発明家だ」「光の惑星 5000年の旅」などの作品を放映している。
2002年から2005年まではテレビ朝日制作、ANN系列で放送された。2006年に制作局をテレビ朝日からTBSに移し、TBS系列28局ネットならびにBS-i（現:BS-TBS）にて放送、2009年は日本テレビ制作で放送された。

## 過去の放送ラインナップ
2002年から2005年までテレビ朝日が制作

### 2002年
- ガウディ・ミステリー ～未来の音が聴こえる～
  - 出演　ともさかりえ　他
  - 放送日時:3月24日（日）18:56 - 21:00

- 北野武の色彩大紀行～真実の色を求めて～
  - 出演　北野武　他
  - 放送日時:6月22日（土）18:30 - 20:24

- 北野武と色彩の魔術師たち
  - 出演　北野武　宮崎駿　立木義浩　山本耀司　他
  - ナレーション　小宮悦子
  - 放送日時:10月13日（日）19:00 - 20:54

- はるか時空の彼方へ人類飛行伝説～ナスカ地上絵の謎に迫る～
  - 出演　江口洋介
  - 放送日時:12月9日（月）20:00 - 21:54

### 2003年
- 未来都市江戸 ～時空の花園～
  - 出演　緒形拳　野村佑香
  - 放送日時:3月23日（日）18:56 - 20:54

- 描かれた記憶～人類の物語は一人の母から始まった～
  - 出演　久米宏　渡辺満里奈　日比野克彦　
  - 放送日時:6月21日(土)19:00 - 20:54

- 天空の仮面～アマゾン最奥に眠る 古代ミステリー～
  - 出演　仲村トオル
  - 放送日時:9月20日（土）19:00 - 20:54

- 世界をはかる天才たち～すべてはピラミッドから始まった～
  - 出演　的場浩司　ケイン・コスギ　吉村作治
  - ナレーション　戸田恵子　
  - 放送日時:12月12日（金）19:00 - 20:54（BS朝日では12月27日（土）21:00に放送）

### 2004年
- 地球は天才発明家だ!人と自然の知恵くらべエライのは どっちだ!?
  - 出演　菊川怜　柴田理恵
  - 3月19日（金） 20:00 - 21:54
- 野球・そのすばらしき世界 
  - 出演　陣内孝則　糸井重里　佐藤隆太　栗山英樹
  - 6月25日（金）23:15 - 24:15・26日（土）23:00 - 23:54（2夜連続）
- 発掘!ローマ皇帝最期の館
  - 出演　内藤剛志
  - 放送日時:10月25日（月） - 10月28日（木）（4夜連続）23:15 -
- 光の惑星 5000年の旅
  - 出演　竹中直人　国仲涼子
  - 放送日時:12月4日（土）・5日（日）（2夜連続）23:00 -

### 2005年
- ジュラシック・コード
  - 出演　筧利夫
  - 放送日時:6月25日（土）19:00 − 20:54（BS朝日では7月2日（土）21:00に放送）
- ザ・ファースト・エンペラー～始皇帝の真実　史上最大の地下帝国解明～
  - 出演　加藤雅也
  - 放送日時:12月3日（土）19:00 - 20:54

### 2006年
2006年からTBSが制作
- 古代発掘ミステリー　秘境アマゾン巨大文明
  - 出演　日比野克彦　森本毅郎　実松克義（立教大学教授）　木村郁美（TBSアナウンサー）
  - ナレーション　中村獅童
  - イメージソング　GARNET CROW「籟・来・也」（GIZA studio）
  - 放送日時:3月6日（月）21:00 - 22:54（BS-iでは3月19日（月）19:00 - ）
- 地球創世ミステリー　プラネット・ブルー
  - 出演　伊藤英明
  - ナレーション 長谷川京子　森本毅郎
  - 放送日時:9月18日（月）21:00 - 22:54（BS-iでは9月24日（日）19:00 − 20:54）

※12月2日（土曜日）放送分の放送はTBS系列が「世界バレー2006男子決勝トーナメント」放送の為、
テレビ朝日系列（通常の「ドスペ!」枠）での放送となる。
- たけしのヒューマンミステリー　人体は究極のセンサーだ～目覚めよ!あなたの超感覚（スーパーセンス）～
  - 出演　ビートたけし　古田敦也　石原良純　中山エミリ　馬場悠男（国立科学博物館人類学部部長）
  - ナレーション　戸田恵子　窪田等
  - 放送日時:12月2日（土）19:00 - 20:54

### 2007年
- 古代発掘ミステリー　秘境アマゾン巨大文明～歴史が変わる第2弾!!～
  - 出演　日比野克彦　森本毅郎　実松克義（立教大学教授） 眞鍋かをり
  - ナレーション　佐藤浩市
  - イメージソング　doa「はるかぜ」（GIZA studio）
  - 放送日時　2007年3月5日(月)21:00 - 22:54
  - 2006年の「古代発掘ミステリー　秘境アマゾン巨大文明」の第2弾

- 古代文明ミステリー　幻のアンデス黄金帝国 インカに眠る12の謎!! 
  - 出演　松田龍平　関口宏　荒俣宏
  - 監修　増田義郎(東京大学名誉大学教授)、島田泉(南イリノイ大学人類学科教授人類学博士)
  - ナレーション　石田ゆり子
  - イメージソング　doa「地球の中で二人っきり」（GIZA studio）
  - 放送日時　2007年9月24日(月)21:00 - 22:54
- 古代発掘ミステリー　秘境アマゾン巨大文明歴史が変わる 特別編
  - 出演　日比野克彦（東京芸術大学 教授）
  - 監修　実松克義　（立教大学 教授 宗教人類学・教育学修士）
  - ナレーション　永井大
  - イメージソング　Emmy FARANDOLE「覚醒」　　
  - 放送日時　2007年12月22日（土）14:00 - 15：24

### 2008年
- 地球創世ミステリー　マザー・プラネット　奇跡の島・ガラパゴス“命”の遺産
  - 出演　竹野内豊　藤原幸一（動物写真家）
  - ナレーション　森本毅郎　戸田恵子
  - イメージソング　倉木麻衣「You and Music and Dream」（GIZA studio）
  - 放送日時　2008年3月17日(月)21:00 - 22:54

### 2009年
この回は日本テレビが開局55周年記念として制作
- 人類は宇宙を目指した!　北野武×NASA50年　奇跡の挑戦!完全実写ファイル
  - 出演　北野武　東山紀之　毛利衛
  - 放送日時　2009年3月15日(日)19:58 - 22:24